# Regał magazynowy
Regał magazynowy – urządzenie o budowie przestrzennej wielopoziomowej, przeznaczone do składowania zapasów na ich elementach konstrukcyjnych (bezpośrednio lub przy wykorzystaniu urządzeń pomocniczych, np. palet.)

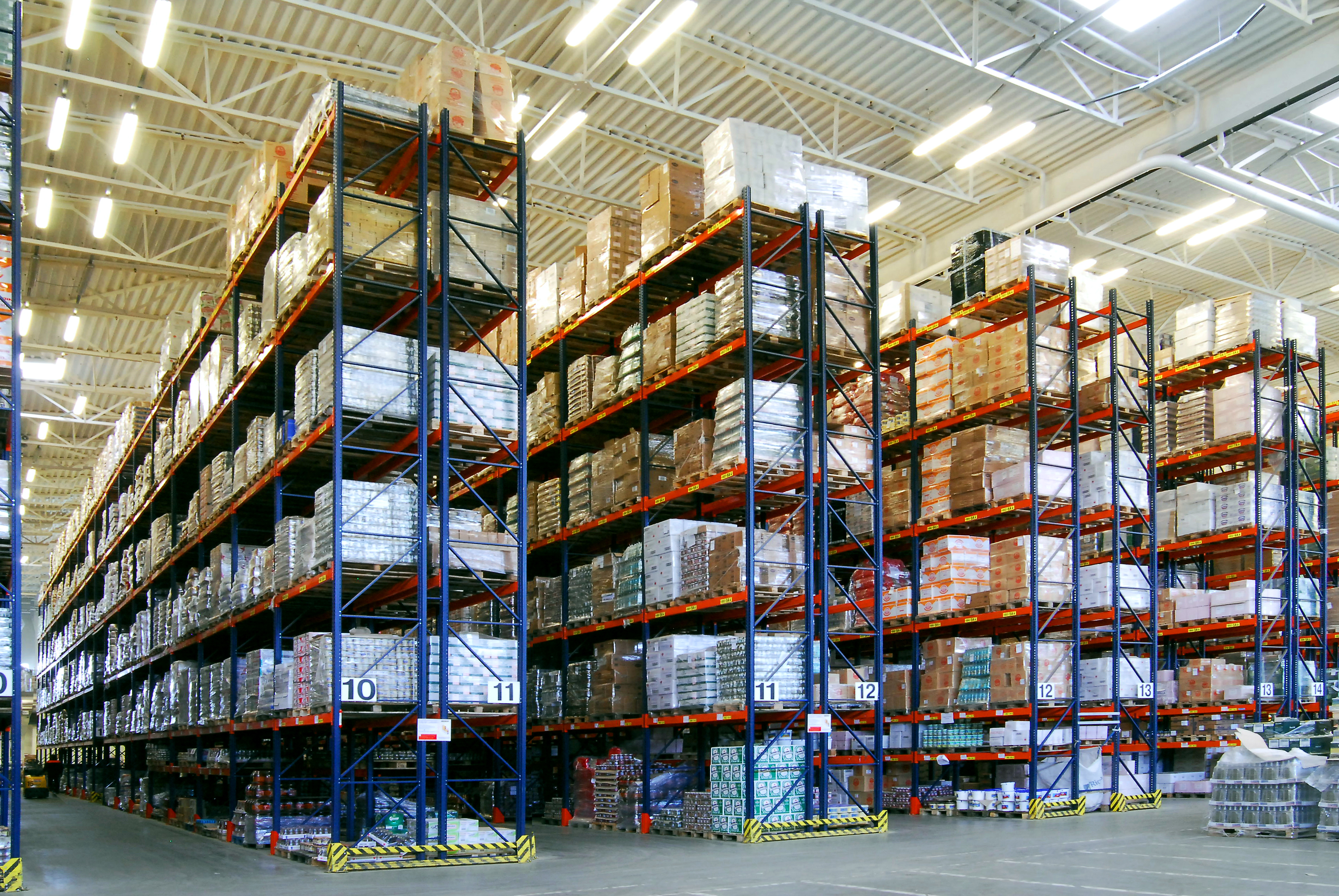
Regały statyczne ramowe bezpółkowe (paletowe)

W zależności od konstrukcji wyróżnia się następujące typy regałów magazynowych:
- stałe (statyczne) - urządzenia, których elementy nośne nie zmieniają swojego położenia w procesie składowania ładunków.
- dynamiczne (przesuwne / przejezdne) - urządzenia, w których podpory nośne przesuwają się po podłożu lub torowisku.
- specjalizowane (automatyczne) - konstrukcja nośna takiego regału jest nieruchoma, natomiast poszczególne gniazda ładunkowe lub ich grupy przemieszczają się wewnątrz takiego urządzenia.

## Regały stałe (statyczne)

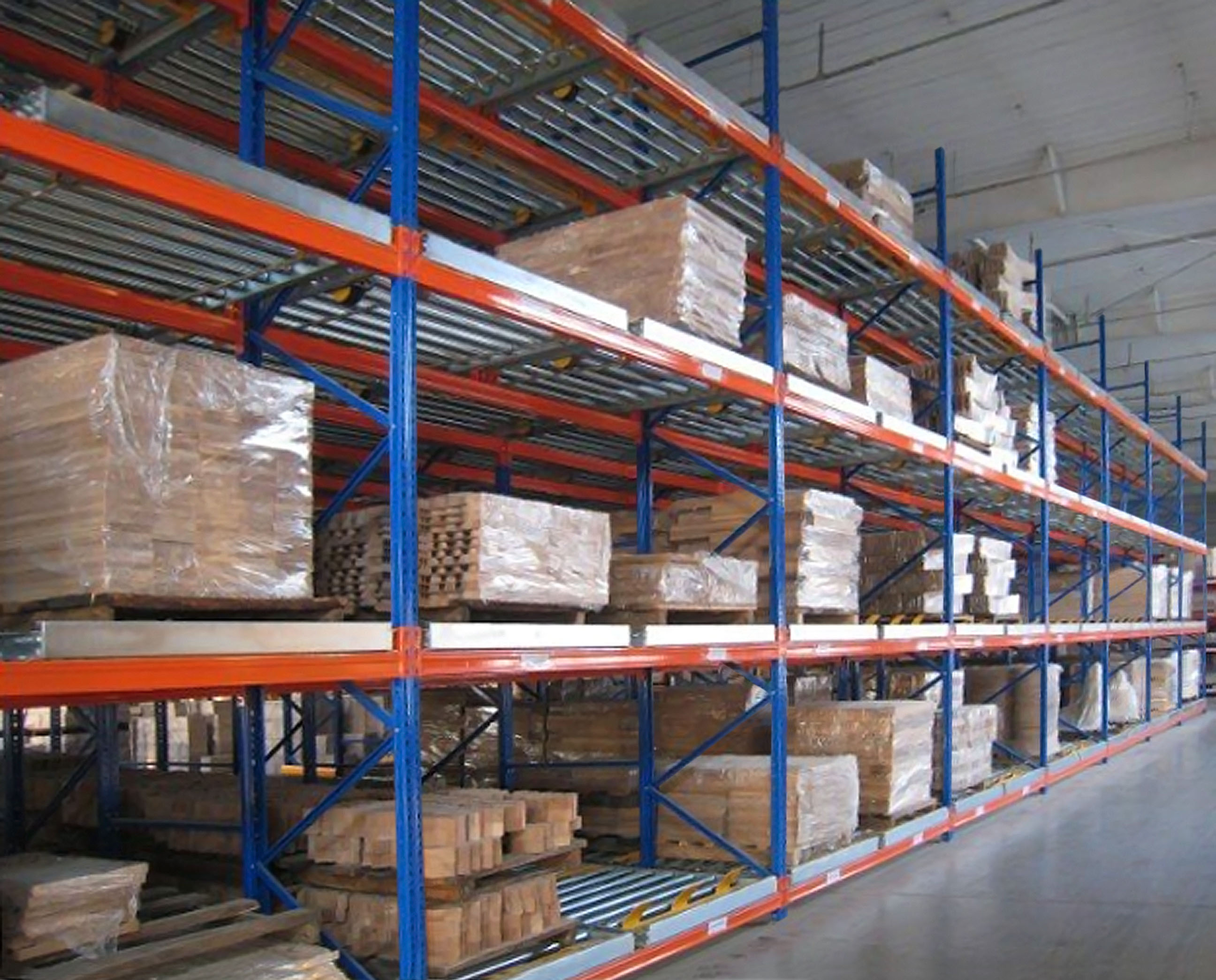
Regał statyczny ramowy przepływowy

Regały statyczne są najczęściej spotykanymi we współczesnych magazynach urządzeniami do składowania ładunków. Zbudowane są z pionowych słupów łączonych ze sobą kolejno w rzędzie, tworzących tzw. ciąg regałowy. Towary składowane są na elementach poziomych: trawersach lub wspornikach.
Rodzaje regałów statycznych:
- ramowe - regały, w których zasadniczym elementem konstrukcyjnym jest powtarzający się układ ramowy, składający się ze słupów nośnych połączonych ze sobą stężeniami i belek poprzecznych:
  - bezpółkowe (paletowe) - jednostki ładunkowe składowane są bezpośrednio na poprzeczkach nośnych (trawersach), będących elementami ramowej konstrukcji urządzenia. Rozwiązanie to stosowane jest najczęściej do składowania towarów umieszczonych na paletach.
  - półkowe - na poprzeczkach nośnych zamontowane są półki (metalowe, z płyty drewnopochodnej, kratowe) i dopiero na nich składowane są towary. Regały te znajdują swoje zastosowanie w przypadku magazynowania towarów o mniejszych gabarytach lub zróżnicowanych kształtach, uniemożliwiających bezpieczne ułożenie bezpośrednio na trawersach.
  - przepływowe - jednostki ładunkowe przemieszczają się (grawitacyjnie lub w sposób wymuszony) po bieżniach nośnych (np. rolkach) i na nich odbywa się ich składowanie.
- wspornikowe - regały, w których zasadniczym elementem konstrukcyjnym jest powtarzający się układ słupa nośnego ze wspornikami[3].

Regały stałe mogą mieć konstrukcję wolnostojącą (montowane są do podłoża niezależnie od konstrukcji magazyny) lub samonośną. W tym drugim przypadku, oprócz funkcji składowania ładunków, stanowią również część systemu konstrukcyjnego budynku wraz z okładziną ścian i dachu. W konstrukcjach tego typu regały utrzymują ciężar własny, składowanych artykułów oraz elementów konstrukcyjnych.

## Regały dynamiczne (przesuwne / przejezdne)
W regałach dynamicznych podpory nośne wyposażone są w elementy jezdne umożliwiające przemieszczanie regału po podłożu - najczęściej po specjalnie do tego celu przystosowanych szynach. Pozwala to wyeliminować korytarze transportowe (ruchome podstawy zapewniają dostęp do każdego gniazda regałowego z jednego korytarza) i maksymalnie wykorzystać dostępną powierzchnię magazynową. Z tego powodu najczęściej instaluje się je w tych obiektach, w których koszt utrzymania jednostki powierzchni składowania jest relatywnie wysoki (np. chłodniach i mroźniach) lub tam, gdzie krótki czas dostępu do ładunku nie jest istotny (np. archiwa).